# 後楽園ホール

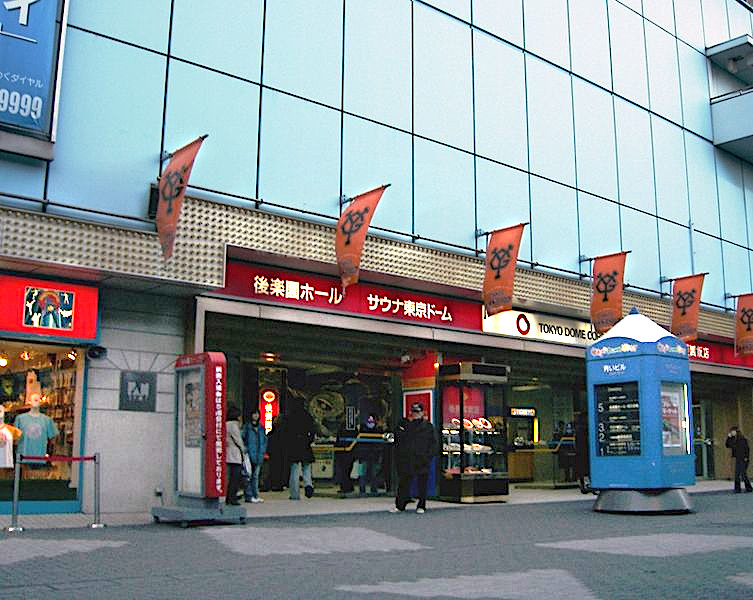
後楽園ホール入口前通路からの風景（2007年）

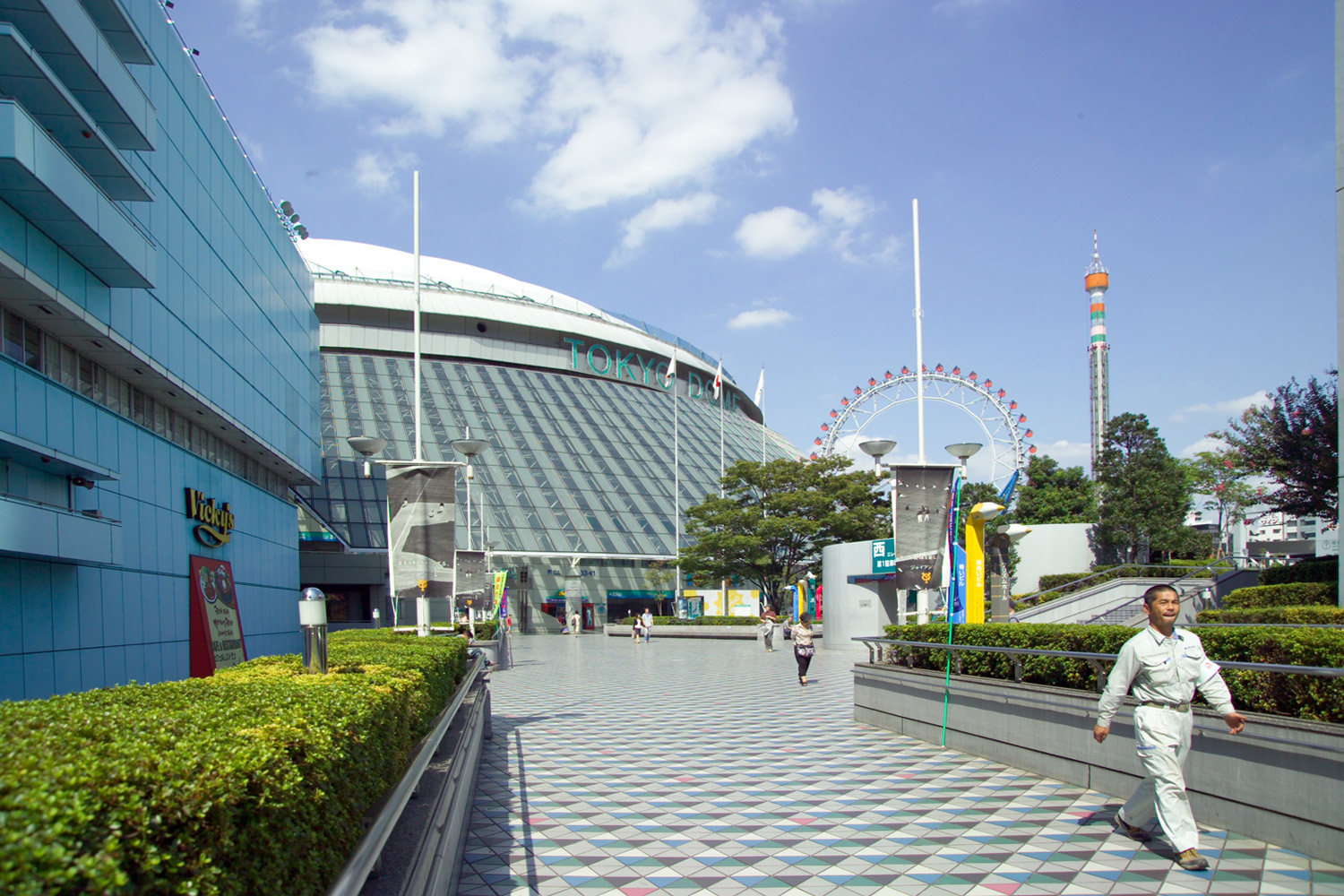
東京ドームシティ内の風景（奥が東京ドーム、手前左側が撮影当時の青いビル）

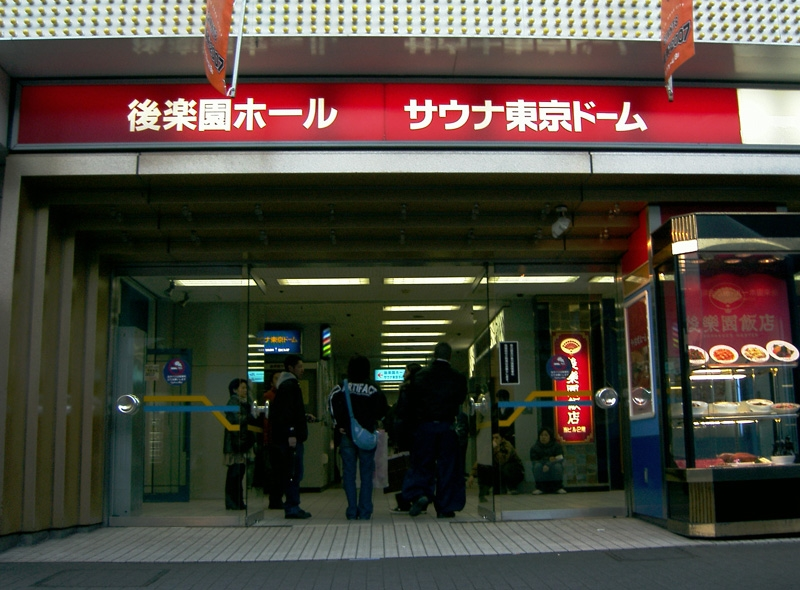
後楽園ホール 正面エントランス出入口

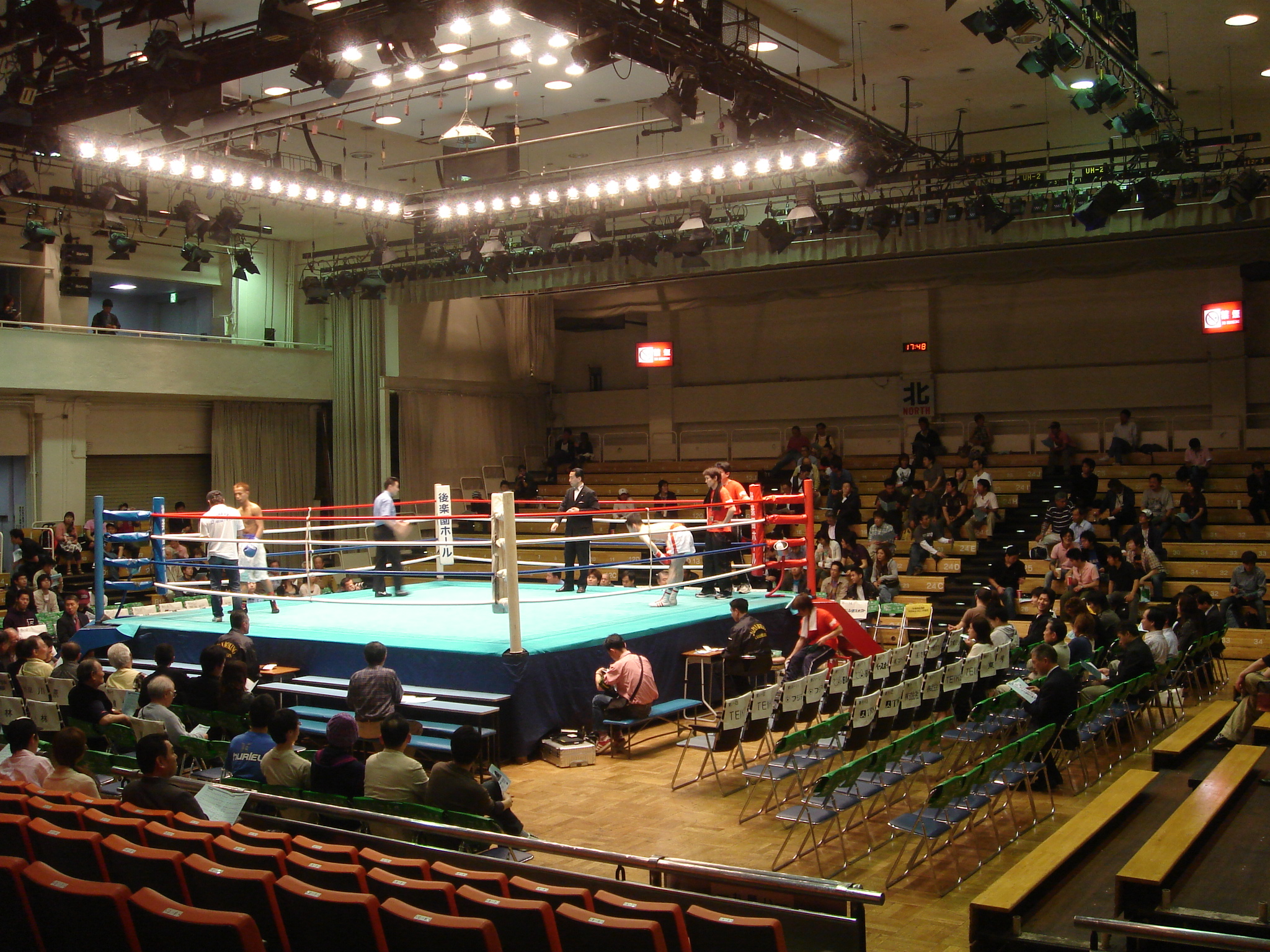
2006年のホール内

後楽園ホール（こうらくえんホール）は、株式会社東京ドームが運営する多目的ホール
。

## 概要
東京ドームシティ内の後楽園ホールビルの5階に設置。同じ階には「後楽園ホール展示会場」もあり、各種会議や講演会などに貸し出される他（法人限定）、本ホールでのイベントの際のサブ会場およびスタッフルームとして利用されている。
1962年1月15日に開場し、4月16日にオープン（開業）した。当初はボウリング場を中心にサウナやレストラン等が入った「ボウリング会館」として開業し、ホールは当初は後楽園ジムナジアム（二代目）の名称で入居する形をとり、日本初の遮光式ホールとして話題を呼んだ。こけら落とし興行は「報知ダイナミックグローブ」（メインは高山一夫VSオスカー・レイス）。1967年にはホール名は後楽園ジムナジアムから現在の後楽園ホールへ改称された他、ビルの名称も「ボウリング会館」から「後楽園ホール」へ改称された。その後ビルはモダンレトロ調の外装となり、1973年にはボウリングセンターが後楽園アイスパレス跡地に完成した「黄色いビル」に移転したのに伴い「後楽園ホールビル」へ、1983年に「青いビル」へそれぞれ改称されていたが、2014年7月1日に耐震化を含む大規模改修を機に外装を現在の物とし「後楽園ホールビル」へ再度名称変更された。
2007年から、喫煙室以外では全館禁煙となった。2020年以降は喫煙室が新型コロナウイルス感染防止対策のため一時閉鎖となっていたが、屋外に喫煙所が設置されたことで完全に閉鎖）。
2022年4月には『後楽園ホール60周年還暦祭』を2日間開催。主催は「後楽園ホール 還暦祭 実行委員会」で、鈴木修による大会テーマ曲『SACRED PLACE』が製作された。同月15日に『女子プロレスドリームフェスティバル』。16日に『新日本プロレス＋全日本プロレス』が行われた。

### 後楽園ジムナジアム
前身は、講道館本部の文京区春日移転に伴い閉鎖された旧講道館本部水道橋道場を改装し、1958年6月8日に開場した後楽園ジムナジアム（通称：後楽園ジム）である
。外堀通りと白山通りが交差する場所（現在のMEETS PORT所在地）にあった。
1955年に日活に売却されて閉鎖された「芝スポーツセンター」に代わるボクシング常設会場として作られた。発案者は計画当時の後楽園スタヂアム社長で日本ボクシングコミッション（JBC）コミッショナーでもあった田邊宗英（開場目前の1957年に死去）。
日本テレビ「ダイナミックグローブ」、KRテレビ「東洋チャンピオンスカウト」が毎週後楽園ジムナジアムより放送されていた。アマチュアボクシングでも1959年東京国体や全日本選手権の会場として使用された。
新装された当時も後楽園ジムナジアムであったが、後に後楽園ジム（現在は閉鎖）というプロボクシングジムがオープンしたため、混乱を避けるべく後楽園ホールに改称された。後楽園ジムナジアムの建物は、後楽園ホールビルにホール機能を移転した後も、後楽園アルバイトセンター（現：東京ドームアルバイトセンター）などに使用されたが後に解体された。

## 施設
- 名称：後楽園ホール
- 所在地：〒112-8575 東京都文京区後楽一丁目3番61号（東京ドームシティ・後楽園ホールビル5F）
- 面積：ホール575平方メートル、展示会場278.5平方メートル
- 座席数：1,403席
  - 南固定席：780席
  - 可動席：東109席、西109席、北405席
  - その他2階東西バルコニー部を立見席使用可[7]
- 最大収容人数：2,005人[5]
- 駐車場：東京ドームシティ内に約700台収容の有料駐車場

## 主な利用

### 格闘技の聖地
後楽園ホールは、ボクシングやプロレス、キックボクシングなどの格闘技の興行で頻繁に使用されることから、「格闘技の聖地」「格闘技のメッカ」などと呼ばれ、眼の肥えた格闘技ファンが足繁く通うことで知られる。2013年1月期のイベント総開催数は371回で、その内格闘技関連のイベント開催数は329回に及ぶ。自前でリングの手配・設営が必要な他会場と異なり後楽園ホールではリングそのものを所有し案内係もホール側が手配し、設営を含めたパッケージ料金で会場提供を行っている。
特に日本で行われるプロボクシングの試合は、4回戦から世界戦まで多くを行われ、一年のうち全国で行われる試合数の半分が後楽園ホールで行われているという。全盛期には休日に一日で昼と夜の二回興行が行われることも多かった。世界戦は基本的に収容人数5000 - 1万人程度の大会場（都内では両国国技館、有明コロシアム、大田区総合体育館など）を使用するが、中規模の後楽園ホールでも初の世界戦として1970年8月23日のWBA世界ジュニアライト級王者小林弘の5度目の防衛戦となるアントニオ・アマヤ戦が決行されて以来、2012年3月まで55試合開かれている。女子の世界戦は大半が後楽園ホール開催となる。全日本新人王決定戦（東日本新人王決定戦も）なども毎年開催されている。日本プロボクシングにおける重要な会場としているため、引退セレモニーはタイトル獲得者あるいは功労者と認められた選手のみと規定されている。試合ではないが、モハメド・アリやマイク・タイソンの公開スパーリングにも使用された。『あしたのジョー』や『はじめの一歩』など漫画作品の作中にも数多く登場している。
格闘技興行の際に設置されるリングは、日本各地で行われるプロボクシング興行のリングの基準となっている。また、JBC事務所（2014年5月移転）が後楽園ホールビル6階に構えているのに加え日本プロボクシング協会、東日本ボクシング協会などプロボクシング主要組織の事務所が隣接する黄色いビルに入居しているため、グローブの管理、保管もしており、関東周辺で行われる興行には、ここからグローブが貸し出され、プロテストも同ホールで実施されている（プロテストは大抵興行開場前に行われ、藤本京太郎、井上尚弥、村田諒太、藤岡奈穂子のように興行内にて公開プロテストとして行う場合もある）。
アマチュアボクシングでも、関東大学ボクシングリーグ戦1部・2部の会場とされている他、過去には全日本大学ボクシング王座決定戦や全日本社会人ボクシング選手権大会も開催され、2010年4月には全国国公立大学ボクシング大会が初めて開催された。
1962年10月29日、ボクシング以外の格闘技興行としては初となる全日本空手競技連盟（日本拳法空手道）主催「第一回拳法空手競技大会」が開催された。
初めて開かれたプロレス興行は1966年11月25日の日本プロレスで、メインイベントはジャイアント馬場VSルイス・ヘルナンデスの3本勝負であった。プロレス興行は長年日本プロレスが独占的に使用していたが（国際プロレスと新日本プロレスは、日本プロレスによる妨害工作で日本プロレス崩壊まで使用できなかった）、1972年11月6日に全日本プロレスが日本プロレス以外のプロレス団体では初めて後楽園ホールで興行を行った（メインは馬場VSダッチ・サベージの3本勝負）。馬場はバーン・ガニア、ハーリー・レイスとの3000試合連続出場記念試合、デビュー30周年記念試合、還暦記念試合を全て後楽園ホールで開催している。日本プロレス崩壊後は各団体が進出するようになり、1973年5月28日には全日本女子プロレス（メインは赤城マリ子&ジャンボ宮本VSパナマ・フランコ&サンディ・パーカーのWWWA世界タッグ選手権試合）、同年7月6日には新日本プロレス（メインは坂口征二VSジョン・L・サリバン）、同年9月26日には国際プロレス（メインはラッシャー木村&グレート草津VSブラックジャック・マリガン&デール・ルイス）がそれぞれ初進出した。1976年12月3日に開催された国際プロレスのラッシャー木村VSジプシー・ジョーのIWA世界ヘビー級選手権は、後楽園ホール初の金網デスマッチとなった。国際プロレスは後楽園ホールを都内のビッグマッチ会場とした他、その後も金網デスマッチを行っている。国内の主要プロレス団体は定期的に興行を組み、年間スケジュールの軸をなしている。一方でインディ団体はビッグマッチでの使用となるため、後楽園での興行を成功させることが団体としてひとつのステータスとなる。
1968年9月15日、初のキックボクシング興行として協同プロモーションの旗揚げ興行「タイ式ボクシング無料公開試合」を開催し、メインイベントは嵐五郎（現：盧山初雄）VSクンスク・カチャーピット戦だった。1969年1月4日、野口プロモーションも進出し、沢村忠の後楽園ホール初試合となった。
2013年6月15日、後楽園ホール初のケージMMAとして「DEEP CAGE IMPACT 2013 in KORAKUEN HALL」が開催された。
格闘技等を行う会場としては珍しく、飲食物の持ち込みが可能であり、場内でも飲食物が販売されている。

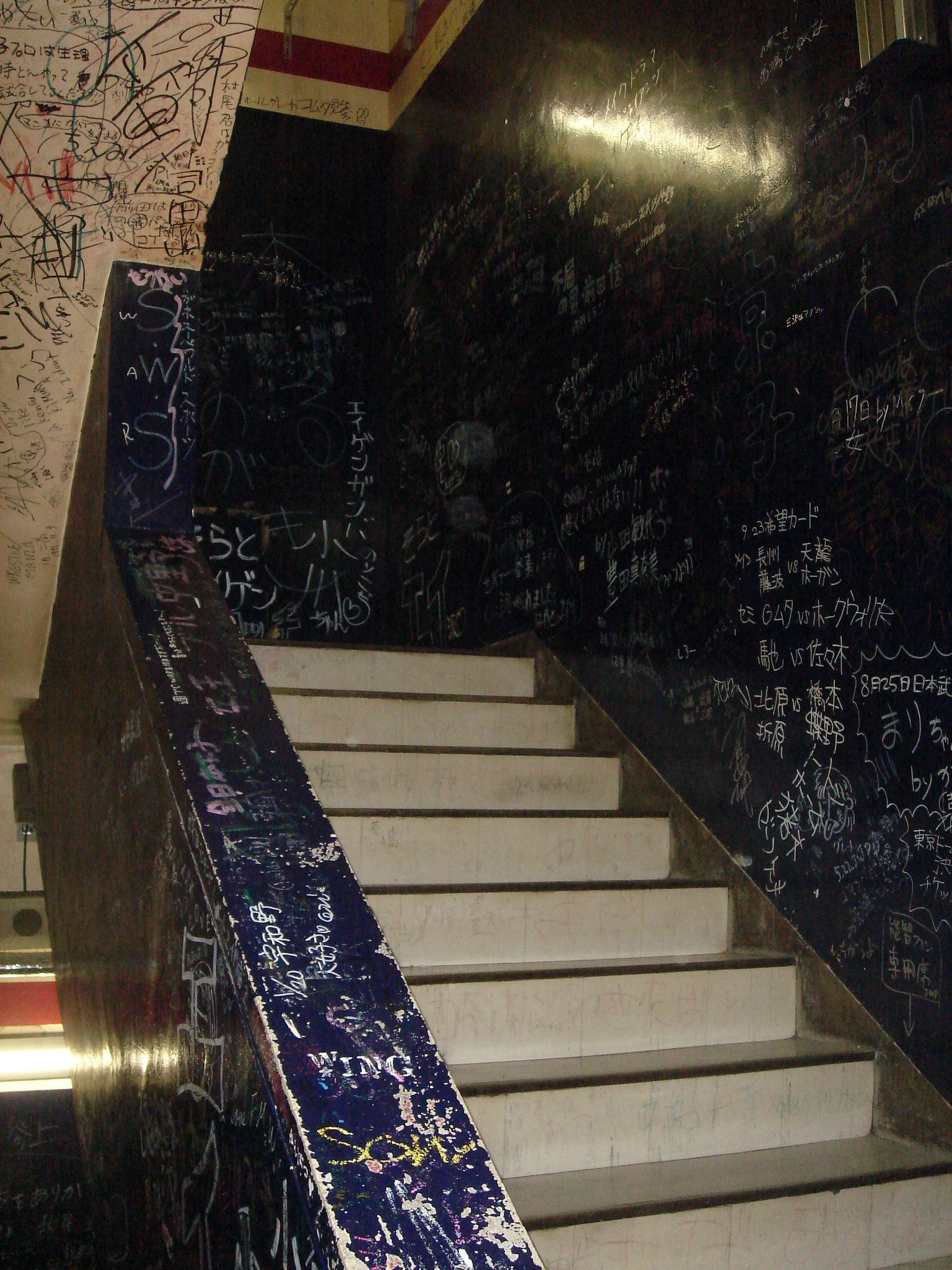
階段の壁を埋め尽くす落書き

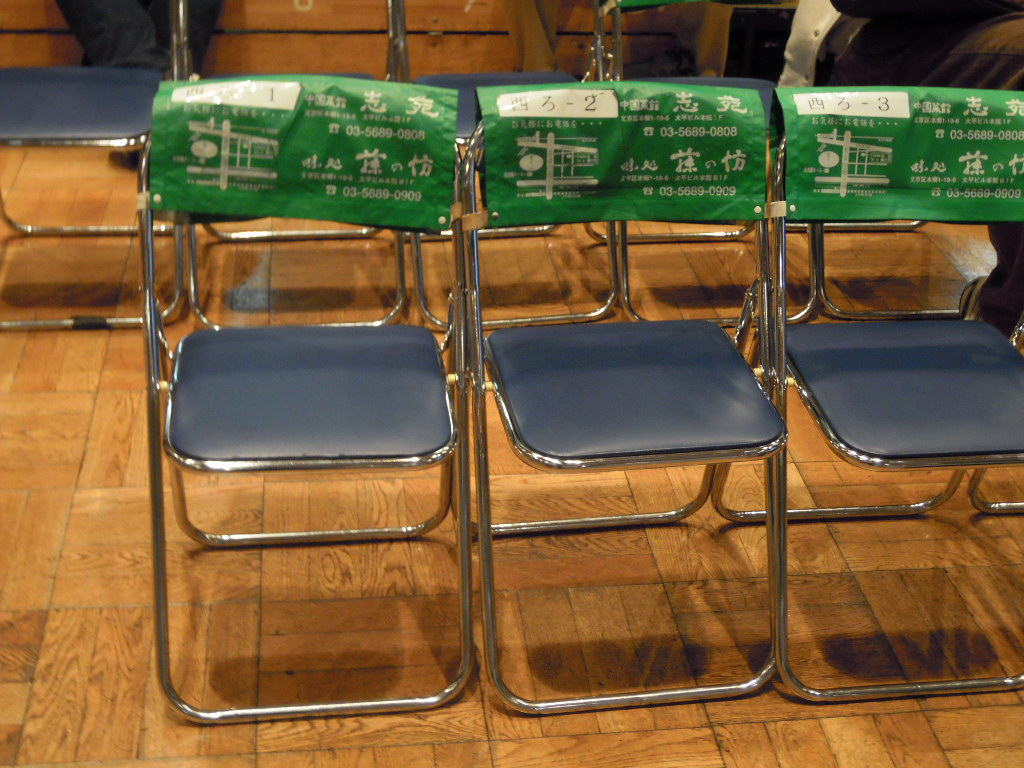
後楽園で使用されているパイプ椅子

ファンが1階までの非常階段の壁に選手に対しての応援や非難の落書きを無数に書いている（右の写真参照）。これは消すのが追いつかないだけであり、許可されていることではない。
なお、使われているパイプ椅子は、場外乱闘等で破壊した場合、一脚5000円（税抜）で弁償となる。大日本プロレスの興行では、1回の興行だけで20脚前後を破壊したことがあり、大日本の中継番組「大日大戦」では毎回、実況を務める登坂栄児社長と解説の須山浩継によってネタにされている（弁償は主催団体の負担になるため）。
会場の東西両側に会場を見下ろすバルコニーが設置されており、立見席としてこの場所を開放するケースもある。このバルコニーから飛び降りる、俗に言う『バルコニーダイブ』を行う選手が過去に何人も存在したが、高所から飛び降りるため大変危険であり、現在は後楽園ホール側から禁止されていて、もし実行した場合、以後その団体には会場を貸さないという厳しい対応をとっている。
2012年の「ボクシングの日」には、袴田事件で無実を訴えている袴田巌に対する速やかな再審開始と釈放を求め、「袴田シート」2席がリングサイドに設置された。そして2014年のボクシングの日に袴田本人が招待された。
開場から60周年を迎えた2022年4月15日・16日には史上初の後楽園ホール主催興行として「後楽園ホール還暦祭」を開催した。

### 番組収録

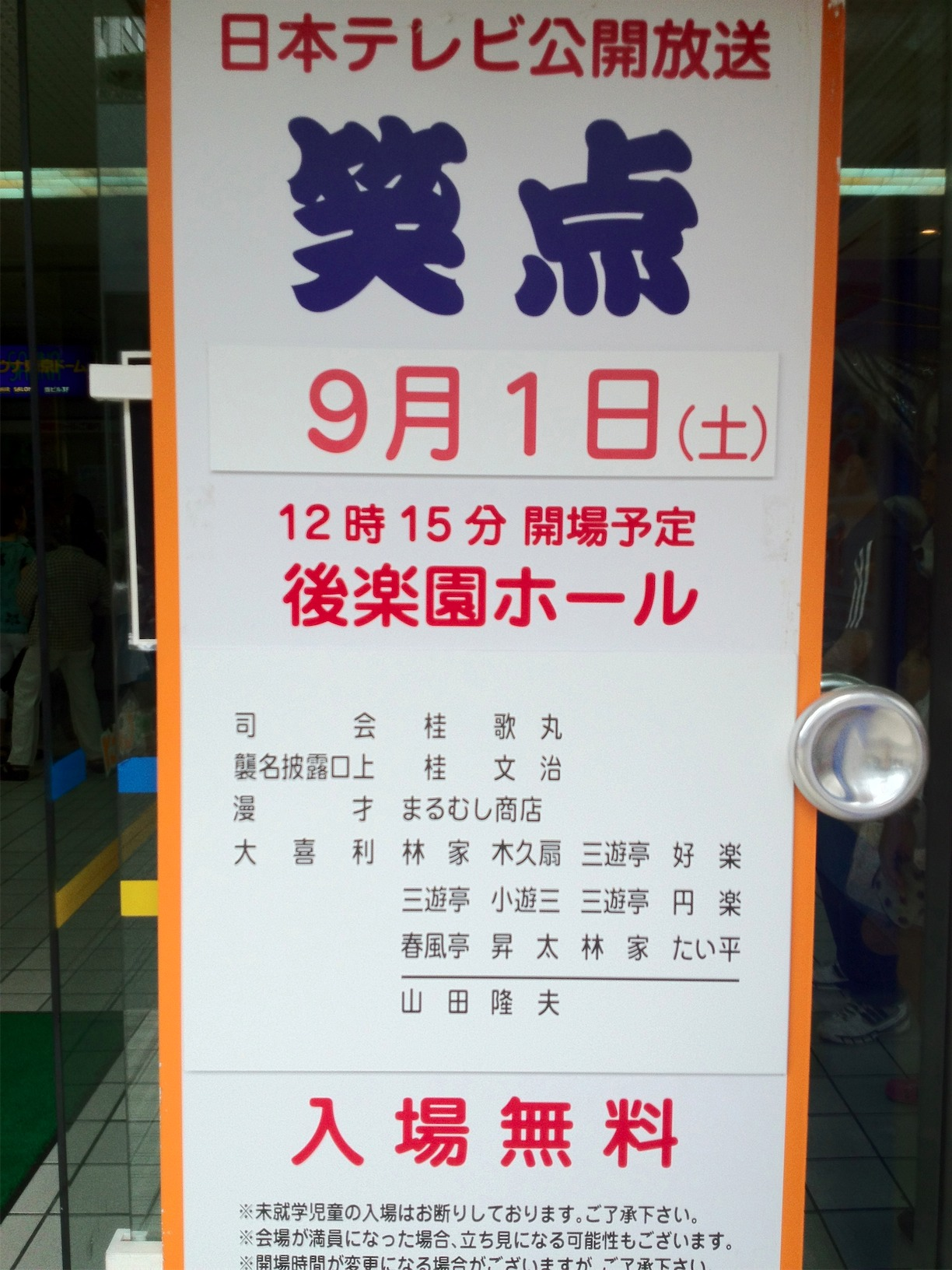
笑点

日本テレビとスタジオ契約を結んでいるため、同局系列テレビ番組の公開収録で使われることも多い。『笑点』などの公開収録会場として知られており、かつては『スター誕生!』や『吉本印天然素材』、深夜放送時代初期の『ザ!鉄腕!DASH!!』、『欽ちゃん&香取慎吾の全日本仮装大賞』などでも使用されていた。これらの格闘技以外の場合は、ステージを設置する関係上、通常「南」側の席しか使用しないが、『ダウンタウンのガキの使いやあらへんで!!』の企画「山崎vs.モリマン」のようにリングを設置して公開収録を行う場合もある。また、観客を入れずに単に番組収録スタジオとしての使用もある。
なお、前出のこけら落とし「ダイナミックグローブ」は日テレで放送された番組である。同じくプロレス初開催も日本プロレスの放映権を持っていた日テレの仲介で実現したものであり、他団体が日本プロレスの圧力で会場使用が出来なかった時に全日本プロレスが旗揚げ当初より使用できたのも、この日テレの後ろ盾があったためである。さらに全日本女子プロレス初進出も日テレが『11PM』内で録画放送した。
また、プロレス・ボクシングの興行の模様は、一部を運営会社である「株式会社東京ドーム」が出資する東京ケーブルネットワーク（TCN）が技術協力しており、GAORA、サムライTV、日テレジータスなどを通して全国のケーブルテレビ・CS放送・IP放送向けで放映されている。
またラジオでは文化放送『水樹奈々 スマイルギャング』700回記念公開録音が2015年10月6日に開催された。

### その他
競技ダンス大会の会場としても後楽園ホールが使用されており、足元の床板が競技ダンスに対応した仕様となっており競技会が年に10数回程度開かれている。

## 東日本大震災の影響
2011年3月11日に発生した東北地方太平洋沖地震（東日本大震災）で後楽園ホールの建物や天井にも損傷が認められた。運営主体の株式会社東京ドームは、後楽園ホールが入る「青いビル」（当時。以下「本ビル」）が地震発生時点で竣工からまもなく半世紀を迎える古い建物であることと、同年1月に同じ敷地内にある東京ドームシティアトラクションズのアトラクションで死亡事故が発生したことを踏まえて安全対策に慎重を期し、日本ボクシングコミッションに要請して発生当日の11日に予定されていた三迫ジム一門会の試合を急遽中止した。
さらに翌12日に予定されていた女子トリプル世界タイトルマッチ、14日のダブル日本タイトル戦、スーパーフライ級の佐藤洋太vs河野公平戦、そしてスーパーバンタム級の瀬藤幹人vs玉越強平戦をメインにした興行も全て中止、13日以降もOZアカデミーなどのプロレス興行が中止・延期された。
その後竹中工務店によって安全確認がなされ、3月21日のアイスリボン（昼）・大日本プロレス（夜）から稼働を再開（東京電力・福島第一原子力発電所での事故による東京電力管内電力事情悪化により節電した上での開催）。4月に入ってからは順延された分を含めて興行が再開されている。

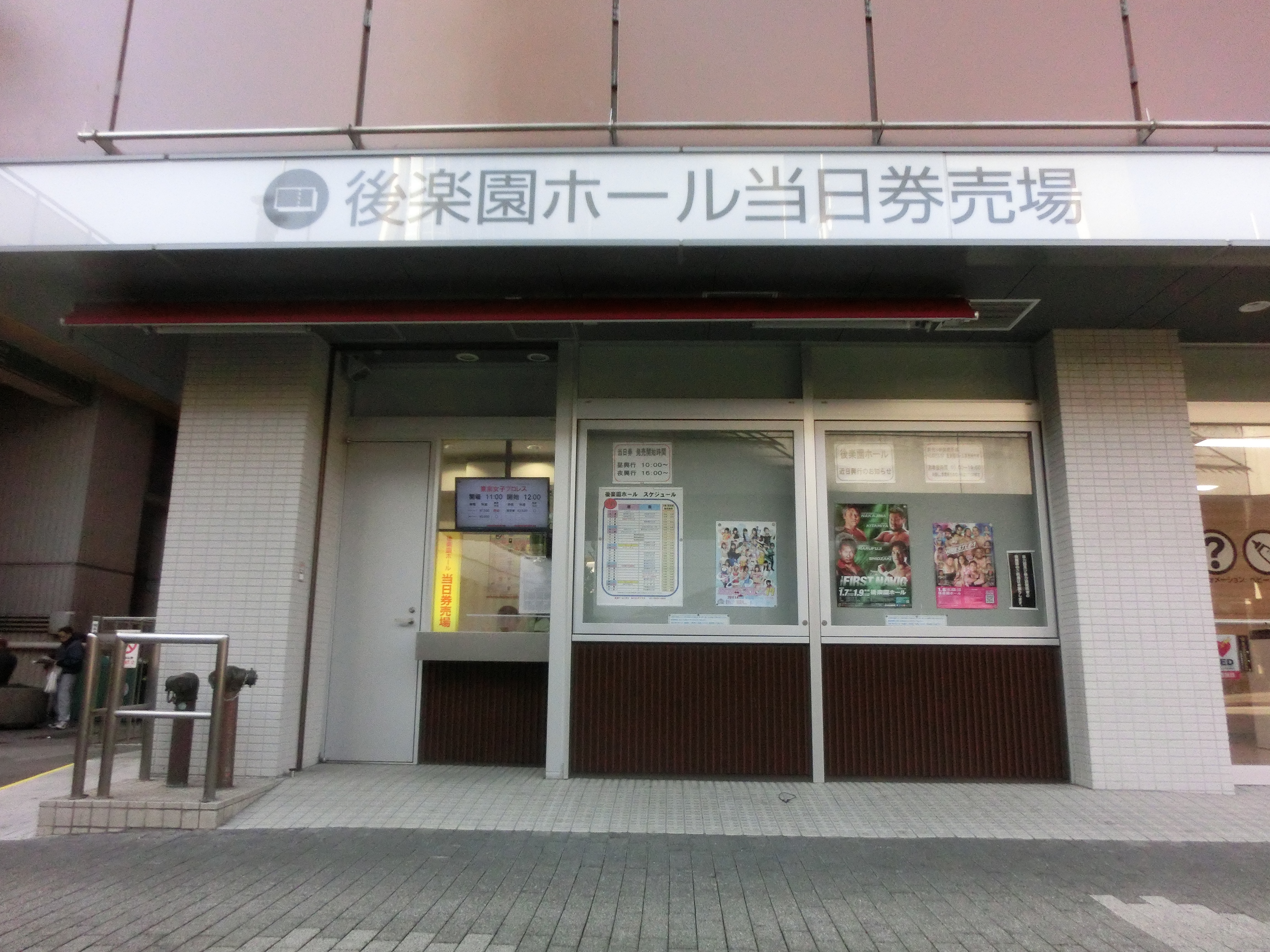
後楽園ホール当日券売り場（2017年）

一方、「笑点」の後楽園ホールでの公開収録も4月16日・23日・30日に予定された分が全て中止された。これらの収録の観覧者募集の時期が上記の使用自粛期間と重なり、利用再開の目処が立たなかったためである。収録自体は別の場所（日テレ麹町ビル）で行われ、番組も通常通り放送されている。なお、6月4日から後楽園ホールでの「笑点」の公開収録が再開されている。
その後本ビルは耐震工事を実施。このため3階に入居していたサウナ東京ドームは2013年8月に閉鎖され、災害時に夜間の視認性を高めるためビルの外装色を前述のとおり青系から茶系に変更することになった。また、1階エントランスに設置されていた当日券売り場が1階カウンターに設置された。

## 東京ドームシティ内の格闘技開催

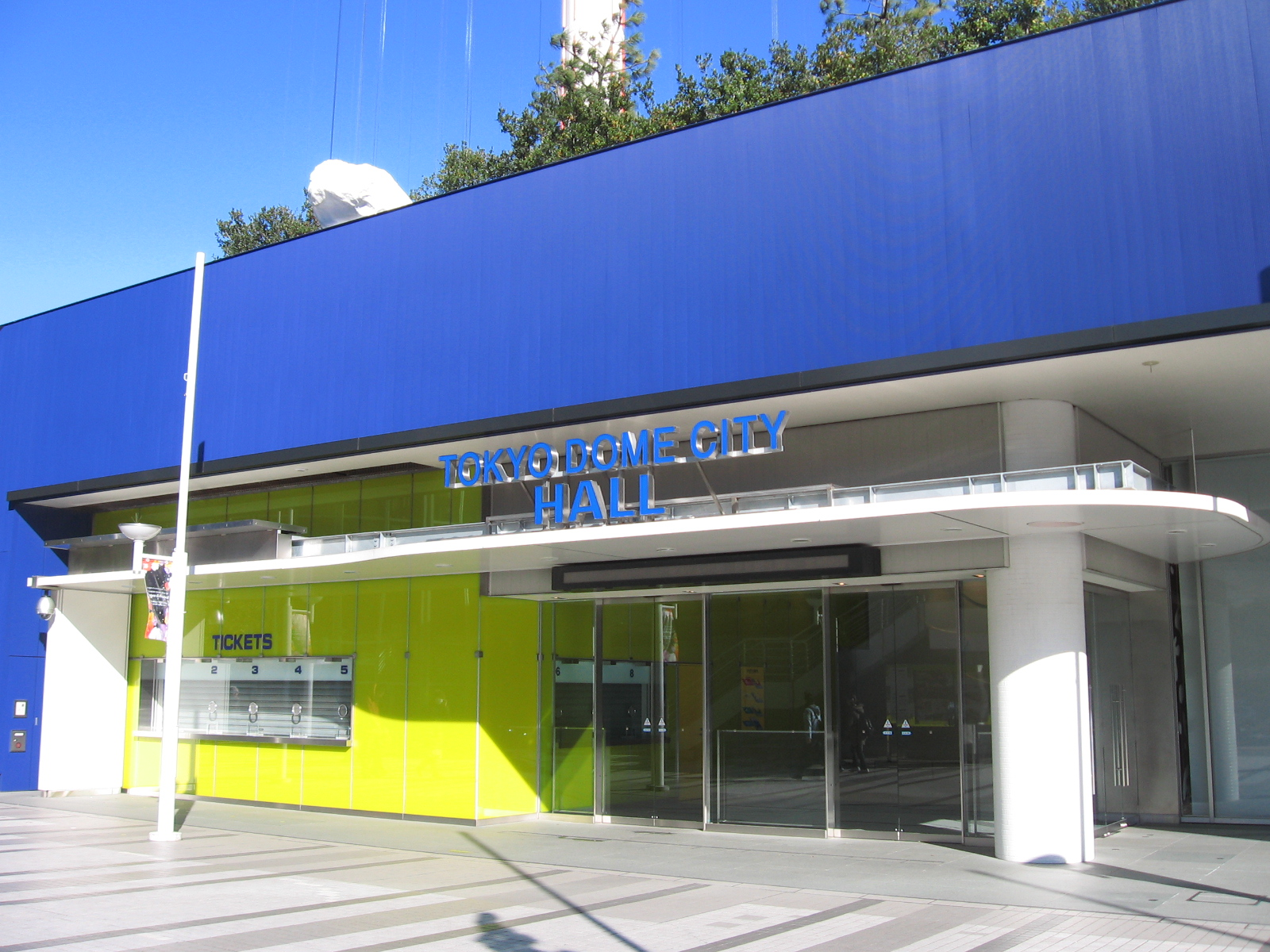
TOKYO DOME CITY HALL

後楽園ホール完成前には後楽園球場において白井義男の世界戦や力道山がルー・テーズの持つNWA世界ヘビー級王座に挑戦した試合などを開催。その他後楽園競輪場や後楽園バレーコート→ローラースケート場、後楽園アイスパレスで日本王座戦などが行われた。1964年東京オリンピックボクシング競技会場もアイスパレスであった。
後楽園ホール開業後、格闘技会場はホールにほぼ集約されるが、東京ドーム開業後はドームでも格闘技のビッグイベントが開催されるようになる。
現在東京ドームシティ内では、後楽園ホールのほかにも「MEETS PORT」の地下に多目的ホール「TOKYO DOME CITY HALL」（旧・JCBホール）もある。
また、プリズムホールでもプロレス・格闘技興行が行われることがある。

## 交通アクセス
- 東日本旅客鉄道（JR東日本）中央線、都営地下鉄三田線「水道橋駅」徒歩3分
- 東京メトロ（丸ノ内線・南北線）「後楽園駅」徒歩10分